# 李恕 (1914年)
李恕（1914年—1990年），男，回族，直隶（今河北）河间人，中华人民共和国政治人物、民族工作者，中国伊斯兰教经学院副院长，中国伊斯兰教协会副主任，第二、三、五届全国人大代表。